# Мола ди Бари
Мола ди Бари (итал. Mola di Bari) је насеље у Италији у округу Бари, региону Апулија.
Према процени из 2011. у насељу је живело 24682 становника. Насеље се налази на надморској висини од 18 м.

## Становништво
Према резултатима пописа становништва 2011. у општини је живело 25.567 становника.
| 1931.  | 1936.  | 1951.  | 1961.  | 1971.  | 1981.  | 1991.  | 2001.  | 2011.  |
| ------ | ------ | ------ | ------ | ------ | ------ | ------ | ------ | ------ |
| 19.787 | 19.831 | 22.901 | 22.852 | 24.020 | 26.161 | 25.847 | 25.919 | 25.567 |

## Партнерски градови
- Тиват
- Pedrajas de San Esteban
- Bomporto